# 革命军事委员会

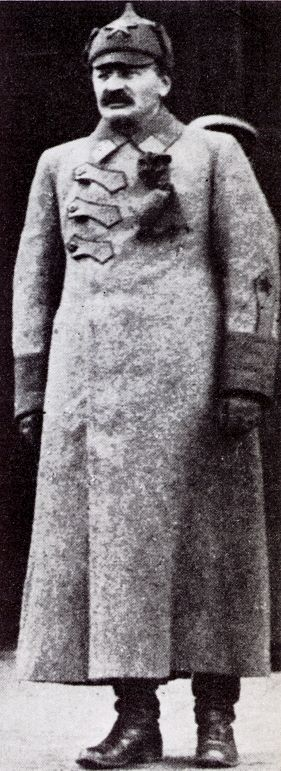
1922年，身着军装的苏联红军缔造者列夫·托洛茨基

革命军事委员会（俄语：Революционный Военный Совет）是苏维埃俄罗斯武装力量（1918年—1923年）和苏联武装力量（1924—1934年）的最高管理及政治领导机构，1918年9月2日，全俄罗斯中央执行委员会决议建立革命军事委员会。

## 主席
1. 列夫·托洛茨基（1918年9月6日—1925年1月26日）
2. 米哈伊尔·伏龙芝（1925年1月26日—1925年10月31日）
3. 克利缅特·伏罗希洛夫（1925年11月6日—1934年6月20日）

## 副主席
1. 埃弗莱姆·斯克良斯基（1918年10月22日—1924年3月11日）
2. 米哈伊尔·伏龙芝（1924年3月11日—1925年1月26日）
3. 约瑟夫·温什利希特（1925年2月6日—1930年6月2日）
4. 米哈伊尔·拉舍维奇（1925年11月6日—1927年5月20日）
5. 谢尔盖·加米涅夫（1927年6月20日—1934年6月20日）
6. 伊耶罗尼姆·乌博列维奇（1930年6月2日—1931年6月11日）
7. 扬·加马尔尼克（1930年6月2日—1934年6月20日）
8. 米哈伊尔·图哈切夫斯基（1931年6月11日—1934年6月20日）

## 共和国武装部队司令
1. 约阿基姆·瓦采季斯（1918年9月6日— 1919年7月8日）
2. 谢尔盖·加米涅夫（1919年7月8 日—1924年4月28日）

## 成员
1. 弗拉基米尔·安东诺夫-奥夫谢延科
2. 格利哥里·科托夫斯基
3. 费多尔·拉斯科尔尼科夫
4. 伊万·斯米尔诺夫
5. 阿尔卡季·罗森戈尔茨
6. 尼古拉·波德沃伊斯基
7. 阿列克谢·李可夫
8. 德米特里·库尔斯基
9. 约瑟夫·斯大林
10. 维亚切斯拉夫·莫洛托夫